# Tjålmak (Arjeplogs socken, Lappland, 732545-161900)
Tjålmak är en sjö i Arjeplogs kommun i Lappland och ingår i Skellefteälvens huvudavrinningsområde. Sjön har en area på 0,789 kvadratkilometer och ligger 512,1 meter över havet.

## Delavrinningsområde
Tjålmak ingår i det delavrinningsområde (732620-161826) som SMHI kallar för Utloppet av Tjålmak. Medelhöjden är 526 meter över havet och ytan är 4,07 kvadratkilometer. Det finns inga avrinningsområden uppströms utan avrinningsområdet är högsta punkten. Vattendraget som avvattnar avrinningsområdet har biflödesordning 3, vilket innebär att vattnet flödar genom totalt 3 vattendrag innan det når havet efter 298 kilometer. Avrinningsområdet består mestadels av skog (74 procent). Avrinningsområdet har 0,91 kvadratkilometer vattenytor vilket ger det en sjöprocent på 22,4 procent.